# Westfälisches Pferdemuseum Münster

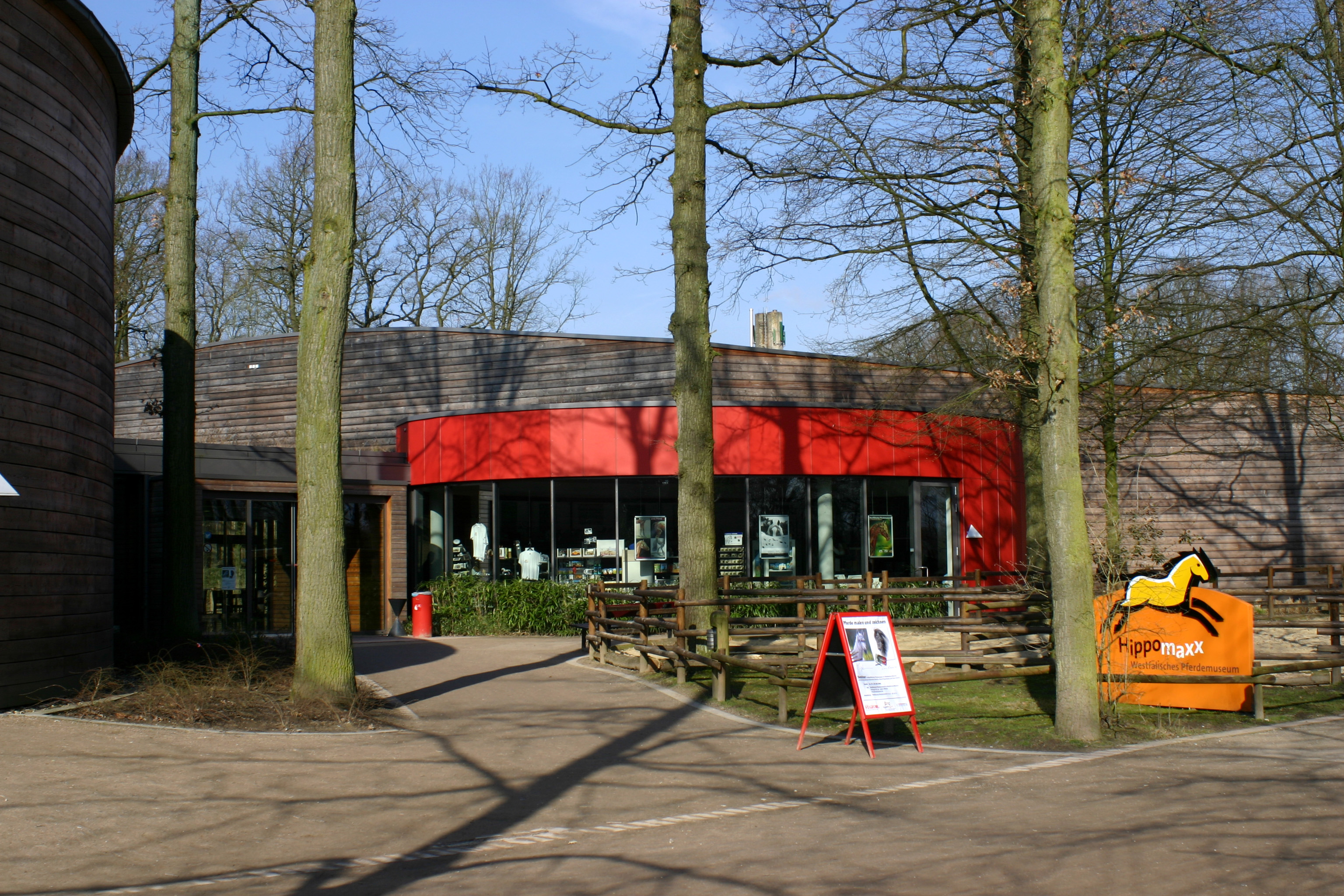
Westfälisches Pferdemuseum

Das Westfälische Pferdemuseum Münster hat seinen Sitz im Allwetterzoo im westfälischen Münster.
Der Eintritt in das Museum ist für die Besucher des Zoos kostenlos, da im Zooeintritt mit inbegriffen. Die Westfälisches Pferdemuseum Münster gGmbH und der Allwetterzoo sind im Jahr 1996 eine Kooperation eingegangen. Das „Westfälische Pferdemuseum“ wurde auf dem Gelände des Allwetterzoos als selbständige Einrichtung und Mittelpunkt des geplanten Pferdeparks im Zoo aufgenommen. Hauptgesellschafter der gGmbH ist der Verein zur Förderung des Westfälischen Pferdemuseums e. V., dessen erster Vorsitzender Rudolf von Croÿ ist, die stellvertretenden Vorsitzenden sind Otto Becker und Martin Plewa. Derzeit ist Sybill Ebers Direktorin des Pferdemuseums.

## Ausstellung
Auf rund 1.000 m² Ausstellungsfläche widmet man sich der Natur- und Kulturgeschichte des Pferdes in Westfalen und weiteren Themen rund um das Pferd. So können zum Beispiel die Besucher auf interaktiven Sattelstationen ausprobieren, wie es sich auf einem Galopp- oder Springsattel sitzt. Filme und Animationen sollen das Zusammenspiel von Pferd und Reiter und somit die Kunst des Reitens verständlich machen.
Das Pferdemuseum zeigt jedes Jahr ab etwa Mitte/Ende November bis Ende März/Anfang April als erstes Museum in Deutschland die Ausstellung "Wildlife Photographer of the Year" des National History Museums London.

## Hippomaxx
Zum Museum gehört die Arena Hippomaxx. Hier finden regelmäßig Pferdeshows und andere Veranstaltungen statt. Im Kinder- und Pferdepark sind verschiedene Pferderassen wie Dülmener Wildpferde, Islandpferde und Mongolenponys untergebracht.